# La mère coupable (Beaumarchais)

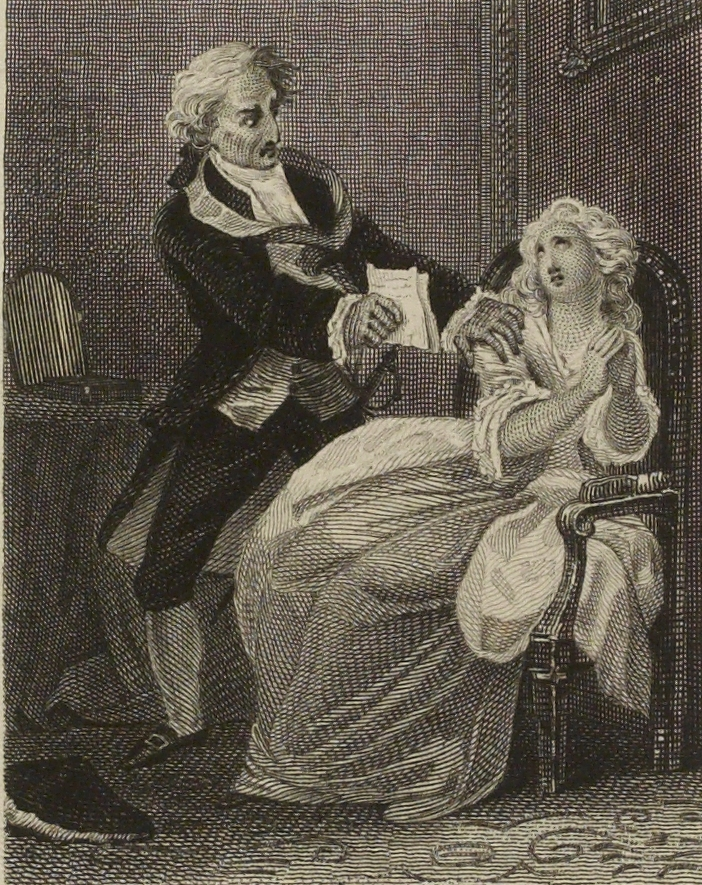
William Ashley nach Alexandre-Joseph Desenne: Der kompromittierende Brief (um 1830)

L’autre Tartuffe ou La mère coupable (T. der Zweite oder Die schuldige Mutter) ist ein Drama in fünf Akten von Pierre-Augustin Caron de Beaumarchais (1732–1799). Es bildet den letzten Teil seiner Figaro-Trilogie. Der Autor war sich bewusst, dass es kein Welterfolg sein würde wie Le barbier de Séville und Le mariage de Figaro. Im Vorwort der Ausgabe von 1797 schreibt er: „Vielleicht wartete ich zu lange damit, dieses schreckliche Werk zu vollenden, das mir die Brust verzehrte und in der Kraft der Jahre hätte geschrieben werden sollen.“ Wegen eines Konflikts mit der Comédie-Française um die Autorenrechte fand die Uraufführung erst kurz vor dem Tuileriensturm an einem andern Theater statt. Nachdem schon Grétry an eine Vertonung gedacht hatte, wurde das Stück in neuerer Zeit von mehreren Komponisten zu Opern umgearbeitet.

## Handlung

### Ausgangssituation

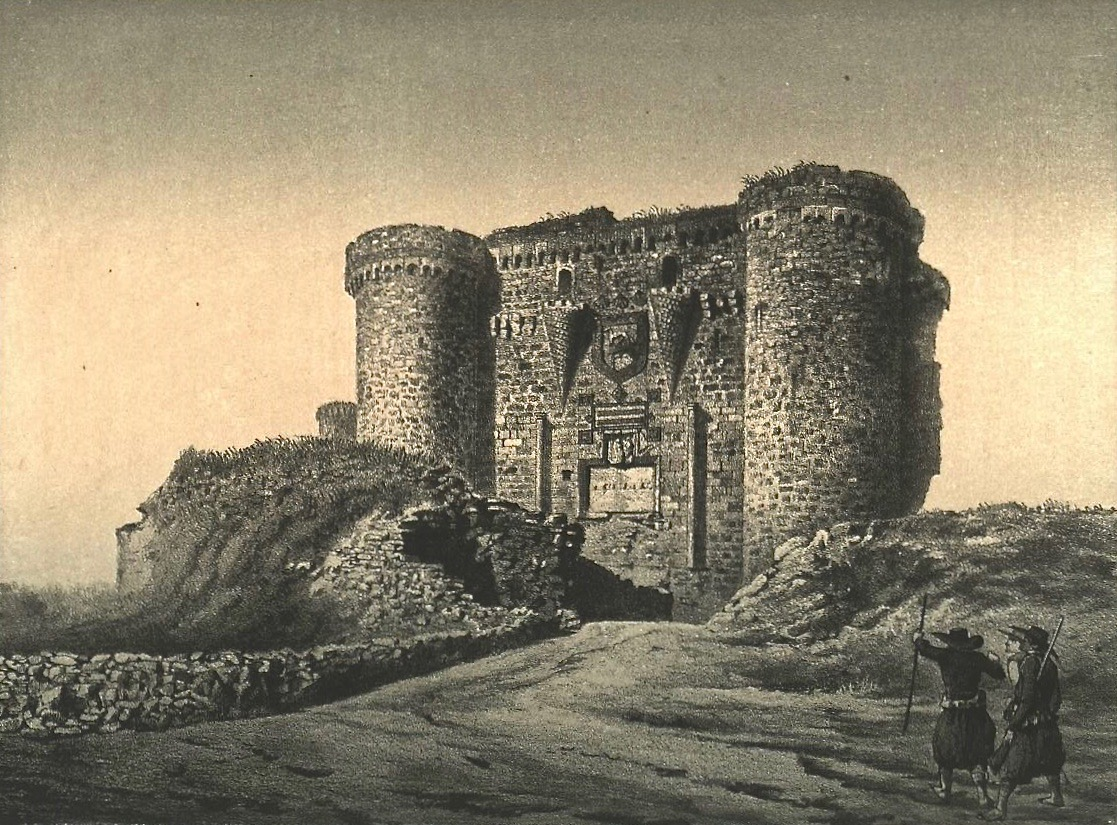
Francisco Javier Parcerisa: Schloss der Markgrafen von Astorga (1857)

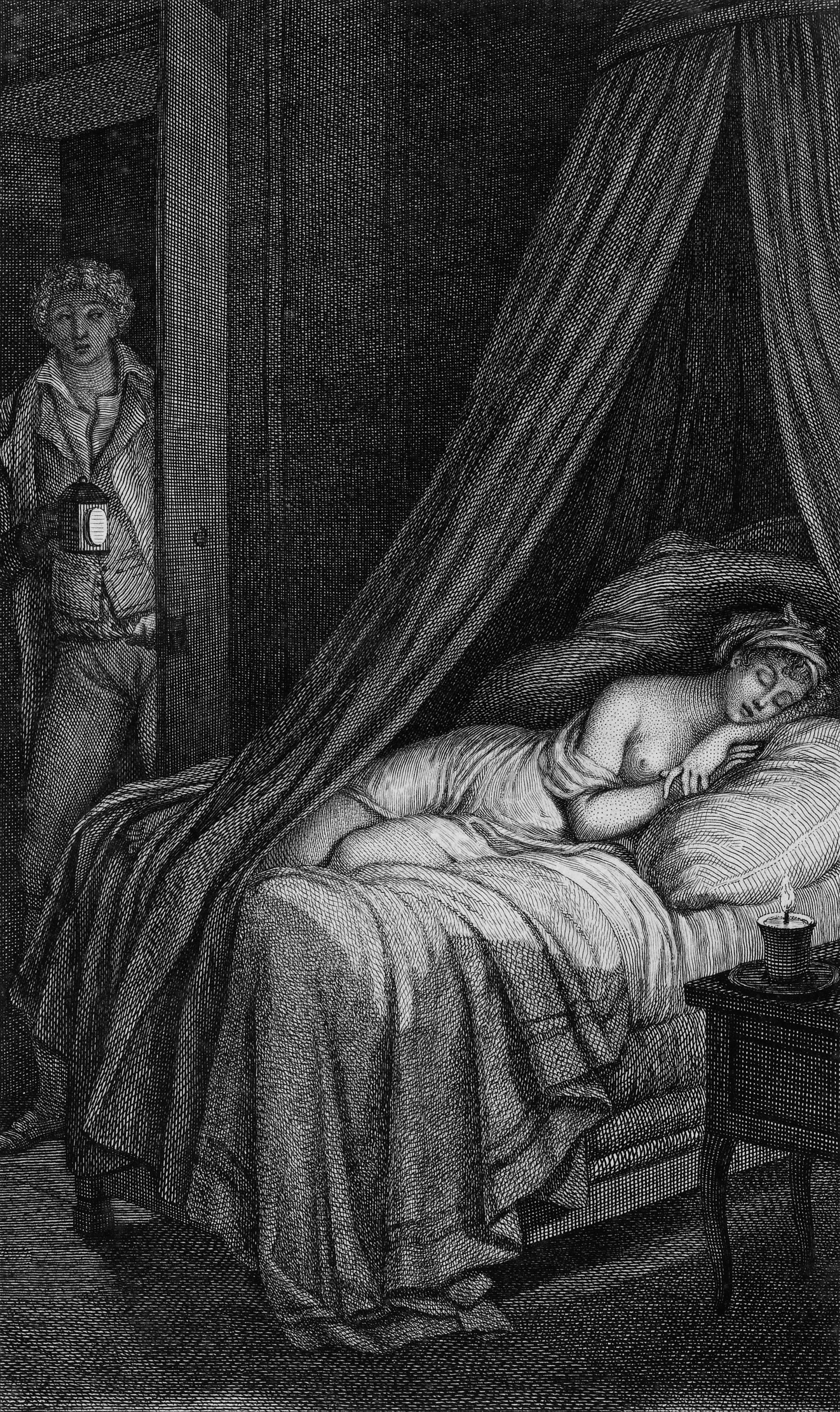
Louis-Joseph Masquelier nach Marguerite Gérard: Nächtliche Überraschung (1796)

Tartuffe der Zweite ist Bégearss, die schuldige Mutter Rosine Gräfin Almaviva. Bégearss diente erst dem Gatten der Letzteren als Sekretär, dann als Major in dessen Regiment. Die Gräfin folgte vor zwanzig Jahren, als Almaviva als Vizekönig nach Neuspanien ging, dem ehemaligen Pagen Chérubin Léon auf Schloss Astorga, wo sie sich von ihm schwängern ließ. Nach der Geburt des gemeinsamen Sohnes Léon beschloss sie, Chérubin nicht wiederzusehen. Dieser suchte darauf den Tod in der Schlacht. Er schrieb einen Abschiedsbrief, den ihr Bégearss überbrachte. Dieses Andenken zu vernichten, brachte sie nicht übers Herz. Sie bewahrt es im doppelten Boden einer Schmuckkassette auf, die ihr Bégearss besorgte. Léon ist das Gegenteil des legitimen Sohnes des Grafenpaars, der auf Abwege geriet und vor zwei Jahren im Duell fiel. Als zu Armut und Keuschheit verpflichteter Malteserritter kann er aber nicht an dessen Stelle treten.
Almaviva bezweifelt, dass Léon sein Kind ist, behält dies jedoch für sich, weil Rosine die einzige Frau ist, die er geliebt hat. Auch er hat (von einer verstorbenen Adligen) ein uneheliches Kind, dessen Vormund und Pate er ist. Um sein Vermögen dieser Tochter namens Florestine hinterlassen zu können, zieht er nach dem Tod des Stammhalters nach Paris und sucht seine Mannlehen in Spanien zu verkaufen oder abzutauschen. Obwohl sich Léon und Florestine lieben, verspricht er das Mädchen dem Major, der sich das Vertrauen der Familie erschlichen hat. In der Folge arbeitet Bégearss darauf hin, dass der Graf die Tochter legitimiert und den Sohn enterbt. Zu diesem Zweck will er die Herkunft der beiden enthüllen (ohne zu bedenken, dass er ihnen dadurch die Heirat ermöglicht). Sein Gegenspieler ist Figaro, der Kammerdiener des Grafen. Er spürt, dass Bégearss ein Betrüger ist, und versucht seit zehn Jahren, ihn zu entlarven. Figaros Ehefrau Suzanne, die erste Kammerzofe der Gräfin, spielt die Rolle des Lockvogels.

### 1. Akt (Salon)

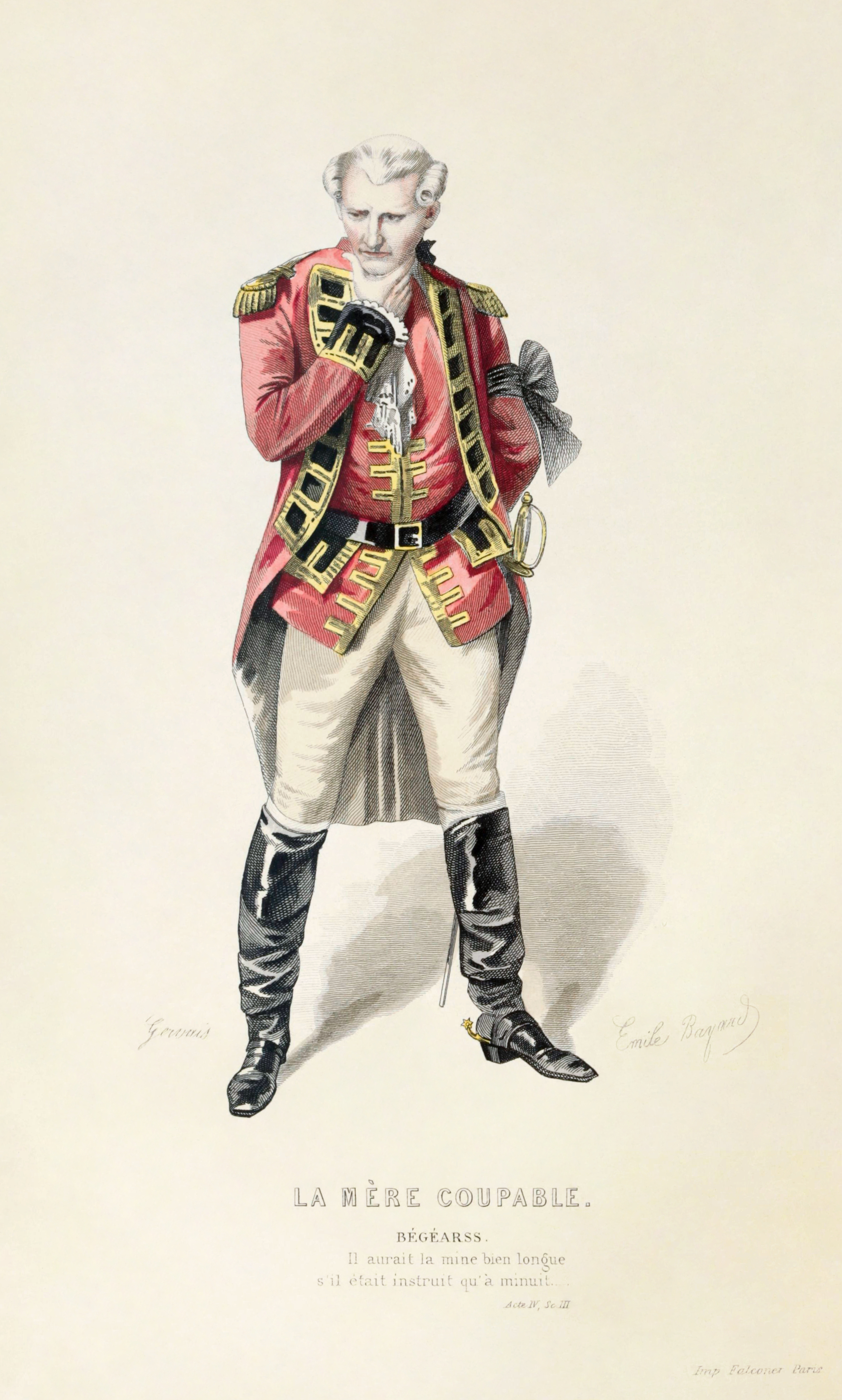
Émile Bayard: Bégearss (1876)

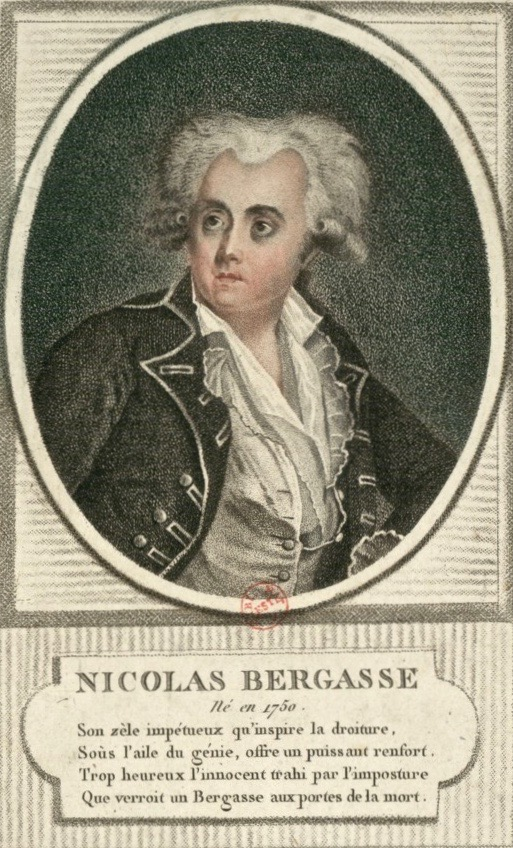
Das Vorbild von Bégearss: Nicolas Bergasse (um 1790)

Rosine gedenkt des verstorbenen Geliebten, denn es ist dessen Namenstag (an dem auch ihr gemeinsamer Sohn Léon geboren wurde). Suzanne streitet sich zum Schein mit Figaro und erzählt Bégearss, sie wolle sich scheiden lassen. Darauf macht ihr der Libertin, welcher bei der Gräfin abgeblitzt ist, eine Liebeserklärung. Er verrät ihr, dass der Graf die Gattin ins Kloster stecken und Léon in Begleitung Figaros nach Malta schicken will, und verspricht Susanne die Stellung ihres Ehemanns. Dann bittet er sie, ihm die Kassette ihrer Herrin auszuhändigen. Almaviva wolle Florestine das Diamantarmband der Gräfin mit seinem Miniaturporträt schenken und es durch eine Nachbildung mit dem Bildnis Chérubins ersetzen. Er hoffe, die Gräfin übergehe den Tausch mit Schweigen und erbringe so den Beweis ihrer Untreue. (Dass die Kassette einen weit schlüssigeren Beweis liefern wird, behält Bégearss für sich.) Der Graf verspricht dem Major als Mitgift drei Millionen (Escudos) in Gold, die er aus Veracruz erhielt. Bégearss öffnet den doppelten Boden der Kassette, wovon Figaro Augenzeuge wird. Almaviva steckt Chérubins Brief ein. Léon hat vor Revolutionären über den Missbrauch der Ordensgelübde gesprochen. Der Graf befiehlt ihm, ihn nicht mehr „Vater“ zu nennen.

### 2. Akt (Bibliothek des Grafen)
In dem Brief, den Almaviva liest, unterrichtet Rosine den Geliebten von der Geburt des Sohnes und von ihrem Entschluss, die Beziehung zu beenden. Auf demselben Papier teilt ihr Chérubin mit, in den Tod gehen zu wollen. Den Schluss bilden mit Blut geschriebene Abschiedsworte. Bei der Lektüre empfindet der Graf statt Wut auf die Gattin Mitleid. Er will Florestine mitteilen, dass sie seine Tochter ist, wird aber durch Figaro dabei gestört. Léon erwirbt eine Büste von George Washington. Figaro wird durch Suzanne über die Geständnisse von Bégearss unterrichtet. Dessen Diener, ein einfältiger Deutscher, liefert ihm die erforderlichen Informationen, um die Korrespondenz des Majors zu überwachen. Der König von Spanien erlaubt dem Grafen, seine dortigen Güter abzutauschen. Bégearss stürzt Florestine in Verzweiflung, indem er sie glauben macht, ihr Geliebter sei ihr Halbbruder. Weil der Major schon dem verstorbenen Sohn des Grafen 320 000 Escudos abluchste, deponiert Figaro die Effekten aus Veracruz, die er in Cádiz abholen musste, bei Almavivas Notar.

### 3. Akt (Kabinett der Gräfin)
Florestine will ins Kloster gehen, Léon ins Wasser. Almaviva hat den Plan aufgegeben, Léon durch den spanischen Botschafter beim Heiligen Stuhl von seinen Gelübden befreien zu lassen. Bégearss informiert nun auch die Gräfin, dass Florestine die Tochter des Grafen ist. Dass er sich Almaviva gegenüber bereit erklärt habe, das Mädchen zu heiraten, sei in der Absicht geschehen, es vor dem Inzest mit Léon zu bewahren. Die Gräfin gibt ihre Zustimmung zu dieser Verbindung. Um die Entwendung des kompromittierenden Dokuments zu vertuschen, suggeriert ihr Bégearss, Suzanne könnte Cherubins Briefe dem Grafen zuspielen, um diesem die Scheidung zu ermöglichen. Als die Gräfin zögert, wirft er die Erinnerungsstücke eigenhändig ins Feuer. Weil er Figaro in Verdacht bringt, die drei Millionen unterschlagen zu wollen, übergibt dieser dem Grafen die Quittung des Notars. Die Heirat von Florestine und Bégearss soll noch am selben Abend in der Privatkapelle der Gräfin stattfinden.

### 4. Akt (Kabinett der Gräfin)

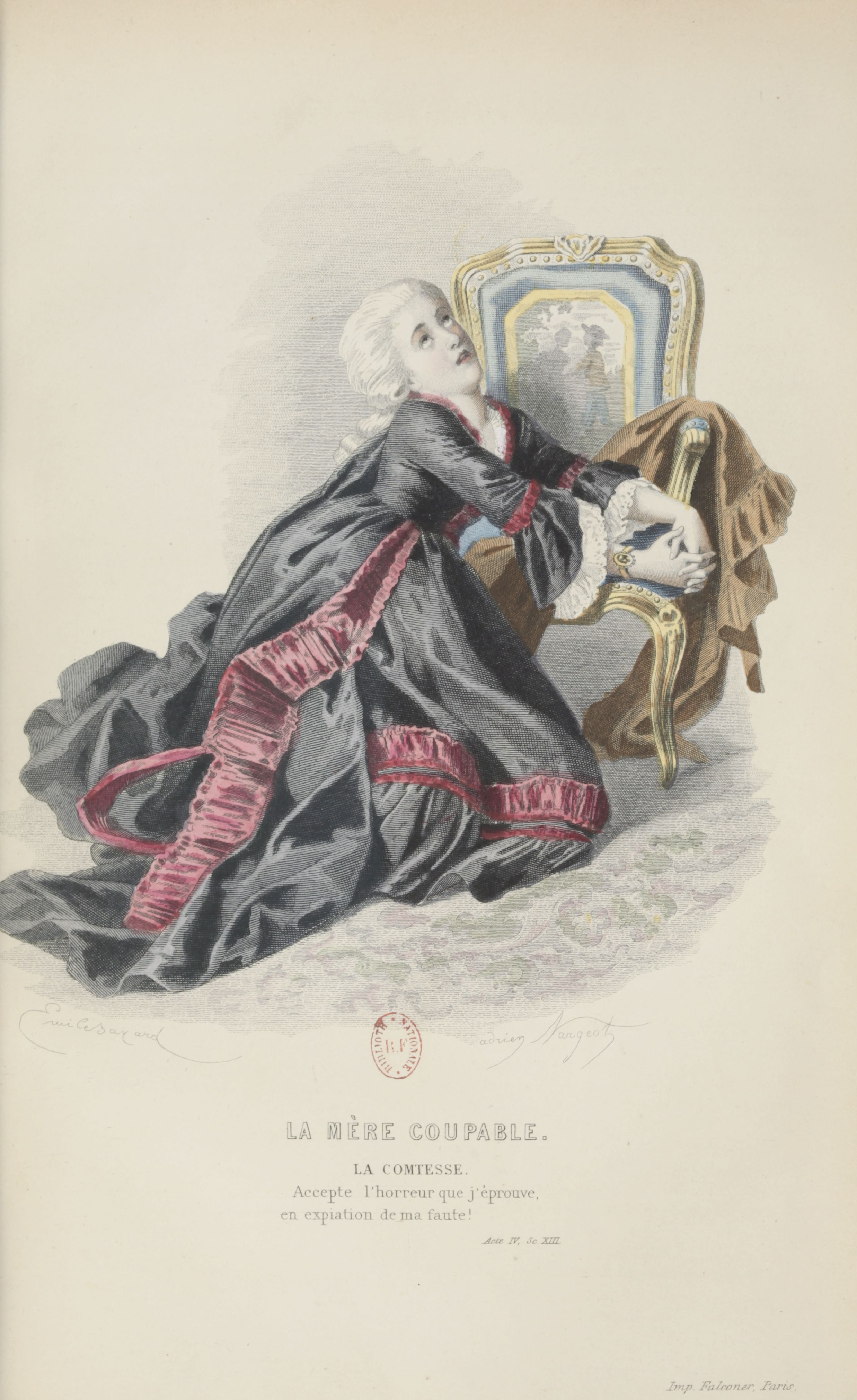
Adrien Nargeot: Die leidende Gräfin (1876)

Bégearss plant, neben den Wertschriften aus Veracruz auch das übrige Vermögen Almavivas an sich zu bringen. Léon und Figaro sollen nach dem Willen des Grafen in zwei Tagen nach Malta abgehen. Die Gräfin bittet den Gatten, sich mit Léon zu versöhnen, doch Almaviva konfrontiert sie mit dem Brief von Chérubin. Als sie auch noch entdeckt, dass ihr Armband statt dem Porträt des Gatten jenes des Geliebten zeigt, glaubt sie den Verstand verloren zu haben und will sterben. Der Graf bereut nun sein hartes Verhalten. Léon, Suzanne und Figaro stehen der Ohnmächtigen bei, bis sie wieder zu sich kommt. Sie und Léon verzichten auf alle finanziellen Ansprüche und wollen von ihrer Hände Arbeit leben bzw. in die Revolutionsarmee eintreten. Als der Graf sich selber als wahren Schuldigen bezeichnet, sehen Figaro und Suzanne den geeigneten Augenblick gekommen, das betrügerische Spiel von Bégearss aufzudecken. Nachdem sie der Familie die Augen geöffnet haben, eilt Figaro – allerdings zu spät – zum Notar, um zu verhindern, dass der Major die Mitgift behändigt.

### 5. Akt (Salon)
Figaro beweist mit einem abgefangenen Brief, dass Bégearss in Irland eine Ehefrau hat. Nachdem die Gräfin Florestine adoptiert hat, adoptiert der Graf Léon. Um den Major nicht entkommen zu lassen, macht ihn Figaro glauben, er selber sei entlassen worden und die Hochzeit finde statt. Als Bégearss die Effekten vorlegen muss, versucht er erfolglos, einige davon zurückzubehalten, „zur Deckung der Hochzeitskosten“ (die der Graf übernommen hat). Sobald Almaviva das ganze Geld wiederhat, wirft er den überführten Betrüger aus dem Haus. Aus Wut entreißt ihm dieser den abgefangenen Brief. Als er sich mit Léon schlagen will, spricht ihm Almaviva die Satisfaktionsfähigkeit ab. Schließlich droht Bégearss, den Grafen in Madrid wegen revolutionärer Umtriebe zu denunzieren, damit der König die Bewilligung zum Abtausch der Mannlehen zurückzieht und Letztere konfisziert. Aber auch dies hat Figaro vorausgesehen und die bereits rechtsgültige Bewilligung bei der spanischen Botschaft abholen lassen. Tartuffe der Zweite zieht mit leeren Händen ab, Léon und Florestine des Inzests bezichtigend. Figaro stellt richtig, dass die beiden nicht blutsverwandt sind. Die von Bégearss zurückbehaltenen 2000 Louis d’or, mit denen ihn der Graf belohnen will, nimmt er nicht an. Sein letzter Satz, der zugleich das Motto des Stücks ist, lautet: „Man verdient genug, wenn man einen Bösewicht aus der Familie ausstößt.“

## Opernfassungen
- Darius Milhaud (Libretto: Madeleine Milhaud): La mère coupable, Genf 1966.
- John Corigliano (Libretto: William M. Hoffman): The Ghosts of Versailles, New York 1991.
- Inger Wikström (Libretto: I. W., Mikael Hylin): Den brottsliga modern, Solna 1992.
- Thierry Pécou (Libretto: Eugène Green): L’amour coupable, Rouen 2010.
- Elena Langer (Libretto: David Pountney): Figaro Gets a Divorce, Cardiff 2016.

## Andere Figaro-Stücke
Den Plan eines vierten Figaro-Stücks mit dem Titel La vengeance de Bégearss ou Le mariage de Léon (Die Rache von B. oder Die Heirat von L.) konnte Beaumarchais nicht mehr ausführen. Indessen blieb La mère coupable nicht die einzige Fortsetzung von Le mariage de Figaro: Die Komödie Les deux Figaro von Honoré-Antoine Richaud Martelly diente als Vorlage für italienische Opern. Massenets comédie chantée Chérubin spielt am 17. Geburtstag des erotomanen ehemaligen Pagen, Ödön von Horvaths Komödie Figaro lässt sich scheiden nach einer Revolution, die an die Machtergreifung der Nationalsozialisten erinnert. Letztgenanntes Stück wurde ebenfalls zu Opern umgearbeitet.